# الدار (السياني)

تعديل مصدري - تعديل

الدار هي إحدى قرى عزلة النقيلين بمديرية السياني التابعة لمحافظة إب، بلغ تعداد سكانها 995 نسمة حسب تعداد اليمن لعام 2004.